# X forza e X amore
X forza e X amore è il decimo album musicale della cantautrice italiana Gianna Nannini del 1993. L'ultimo uscito dalla casa discografica Dischi Ricordi  prima del Passaggio alla casa discografica Polydor Records.

## Descrizione
In linea col pensiero di Scandalo continua il "radical folk". Qui la Nannini usa come effetti acustici i suoni e i rumori della natura. Va in Maremma a raccogliere e registrare i suoni direttamente sul posto.
Il risultato di questo album si rivela come una miscela di rock e di canto popolare toscano. La stessa Maremma è la popolare canzone folk che la Nannini interpreta a cappella con sottofondi del paesaggio agreste registrati in esterno.
Dopo il singolo Radio Baccano, dove Jovanotti esegue un rap nella sezione finale, il successivo singolo Tira tira fu pubblicato come EP (e relativo CD singolo) intitolato Extravaganza, da cui il seguente Tour europeo.

## Tracce
1. Radio Baccano (feat. Jovanotti) – 6:17 (testo: G. Nannini e L. Cherubini – musica: G. Nannini e M. Colombo)
2. Io senza te – 4:22 (testo: G. Nannini – musica: G. Nannini e F. Pianigiani)
3. Bell'amica – 3:37 (testo: G. Nannini – musica: G. Nannini e F. Pianigiani)
4. Tira tira – 3:59 (G. Nannini)
5. Principe azzurro – 4:03 (testo: G. Nannini e M. Pieri – musica: G. Nannini)
6. Per forza e per amore – 4:42 (G. Nannini)
7. Oh marinaio – 3:32 (G. Nannini)
8. Maremma – 3:30
9. Lamento – 4:16 (testo: G. Nannini – musica: G. Nannini e M. Colombo)
10. Giramore – 4:27 (testo: G. Nannini – musica: G. Nannini e F. Pianigiani)
11. Ninna Nanna – 3:36 (G. Nannini)

## Formazione
- Gianna Nannini – voce, pianoforte
- Franco Faraldo – percussioni, cori
- Fabio Pianigiani – chitarra acustica
- Hans Baar – basso
- David Allen – synth, programmazione
- Chris Millar – batteria
- Rudigier Elze – chitarra
- Kurt Baebi – tastiera
- Simon Phillips – batteria
- Andy Wright – tastiera, programmazione, cori
- Marco Colombo – cori, chitarra acustica, chitarra elettrica
- Jaki Liebezeit – batteria
- Kulijt Bahmra – tabla
- Emily Burridge – violoncello
- Frank Kirchner – sassofono tenore
- Chrislo Haas – sassofono baritono
- Enio Pace – corno francese
- Rodolfo Bianchi, Margherita Zalaffi, Coro di Monlué, Nathalie Aarts – cori

## Promozione
| Video Promo | Singolo       | Radio Promo   | Data di uscita | Classifica Singoli - Hit Parade Italia |
|             | Radio Baccano | Radio Baccano | 16 aprile 1993 | # 2                                    |
| Io senza te |               |               | 1993           |                                        |
| Tira tira   | Tira tira     | Tira tira     | dicembre 1993  | # 6                                    |

## Classifiche

### Classifiche settimanali
| Classifica (1993) | Posizione massima |
| ----------------- | ----------------- |
| Austria           | 39                |
| Europa            | 59                |
| Germania          | 51                |
| Italia            | 7                 |
| Svizzera          | 22                |

### Classifiche di fine anno
| Classifica (1993) | Posizione |
| ----------------- | --------- |
| Italia            | 20        |